# Vieille Case
Vieille Case est un village de la Dominique, situé dans la paroisse de Saint-Andrew.